# Vinduva
Vinduva (Streptopelia vinacea) är en fågel i familjen duvor inom ordningen duvfåglar.

## Utseende och läte
Vinduvan är en typisk, rätt enfärgad Streptopelia-duva. Den är skärgrå på huvud och bröst, och på nacken syns en svart teckning. I flykten syns grå band över vingen samt vita stjärthörn. Arten är mycket lik savannduvan och skiljs bäst på lätet, en snabb serie med två ljusare hoanden följt av ett mörkare, ofta avgivet under långa perioder. Den har också skäraktig snarare än rent grå panna samt ljusare vingundersida. Även skrattduvan är lik, men är mörkare än denna.

## Utbredning och systematik
Fågeln återfinns i Afrika i ett bälte söder om Sahara, från Mauretanien, Senegal och Guinea österut till Eritrea, centrala Etiopien och Uganda. Den behandlas som monotypisk, det vill säga att den inte delas in i några underarter. Arten är nära släkt med savannduvan och hybridiserar med denna där de möts på östra sidan av Albertsjön i Uganda.

## Levnadssätt
Vinduvan hittas i olika typer av savann, skogslandskap och jordbruksbygd i Sahelområdet. Den ses ofta i små flockar.

## Status
Arten har ett stort utbredningsområde och beståndet anses stabilt. Internationella naturvårdsunionen IUCN listar den därför som livskraftig (LC).